# Acrotritia simile
Acrotritia simile är en kvalsterart som först beskrevs av Sandór Mahunka 1982.  Acrotritia simile ingår i släktet Acrotritia och familjen Euphthiracaridae. Inga underarter finns listade i Catalogue of Life.